# Chiesa di Sant'Afra
La chiesa di Sant'Afra, nota anche come chiesa di Sant'Afra in Sant'Eufemia, è una chiesa di Brescia, situata all'estremità est di corso Magenta, sull'angolo sud-est di piazzale Arnaldo. Costruita nella seconda metà del Quattrocento e completamente rinnovata nel Seicento, è sopravvissuta alle soppressioni del 1797 e ancora oggi è aperta al pubblico e officiata. Al suo interno sono custodite diverse opere di autori locali, dipinti di Sante Cattaneo, una tela di Paolo Veronese e una di Enea Salmeggia, che sostituì nel 1867 la Pala di Sant'Eufemia del Moretto, oggi alla pinacoteca Tosio Martinengo. Sotto la chiesa è inoltre ancora presente l'originale cripta di fine Quattrocento.
L'appellativo "in Sant'Eufemia" proviene dal fatto che la chiesa nacque originariamente come sede urbana del monastero un tempo annesso alla chiesa di Sant'Eufemia della Fonte, a est della città murata: il "distaccamento" urbano acquisì poi nel tempo sempre maggiore importanza, finendo per trasformarsi nella sede principale. L'appellativo era utilizzato fino alla prima metà del Novecento soprattutto per distinguere questa chiesa dall'omonima chiesa di Sant'Afra in via Francesco Crispi che, dopo essere stata distrutta dai bombardamenti della seconda guerra mondiale, fu ricostruita mutando l'intitolazione in chiesa di Sant'Angela Merici, tuttora presente. Non essendoci più omonimia, pertanto, l'appellativo "in Sant'Eufemia" è oggi in disuso.

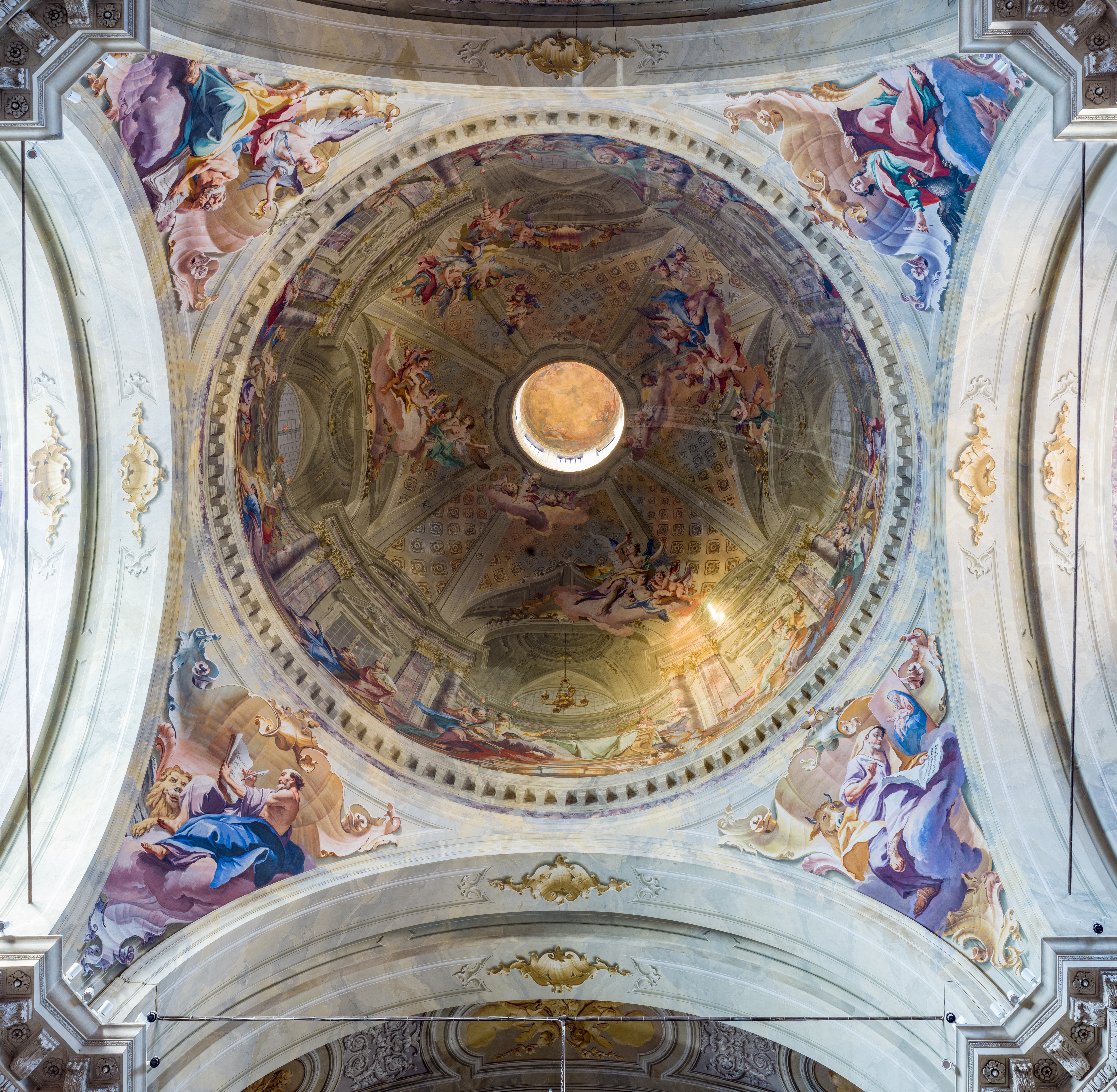
Discesa dello Spirito Santo su Maria e gli Apostoli (Antonio Mazza - Carlo Innocenzo Carloni)

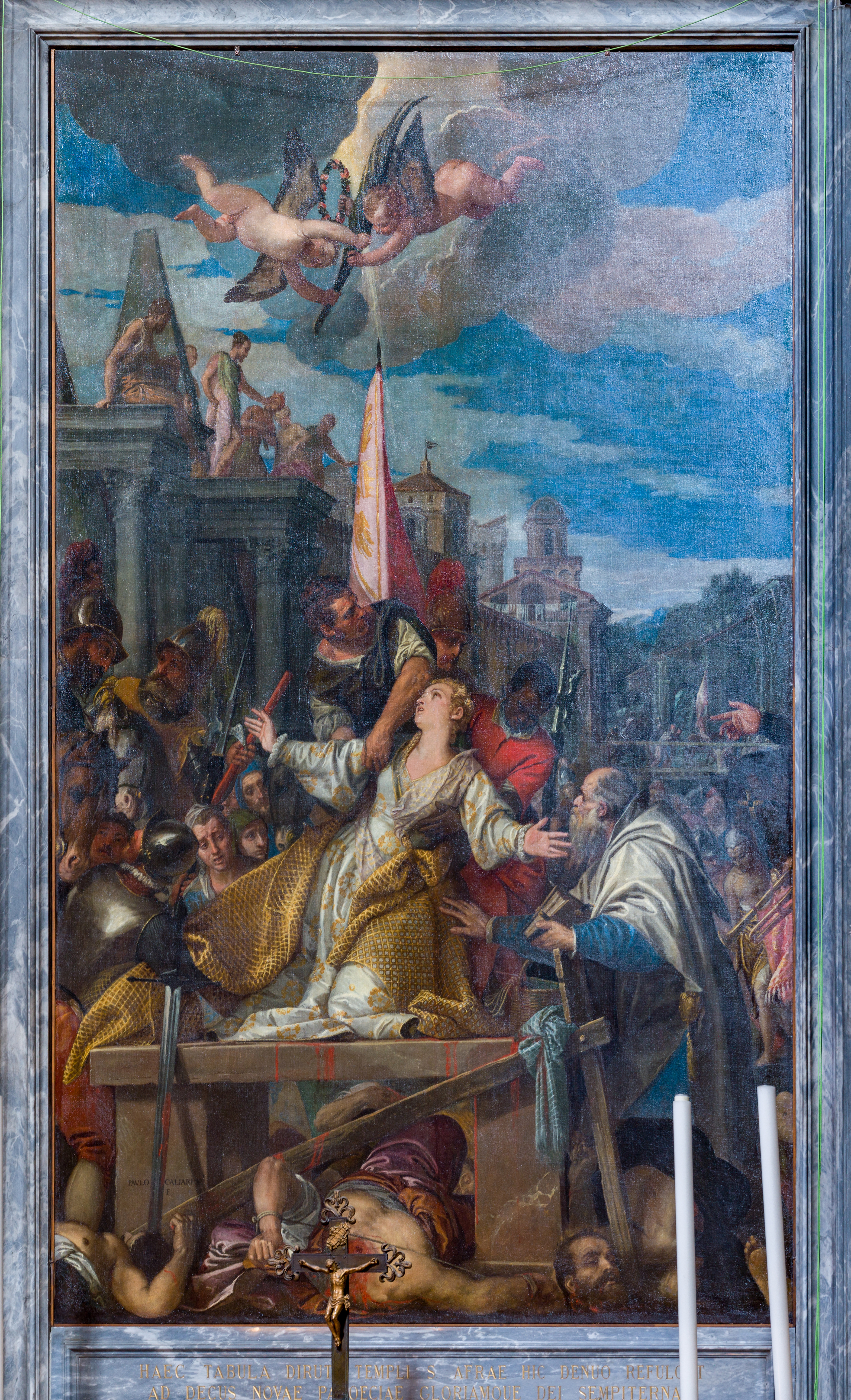
Martirio di Sant'Afra (Paolo Veronese)

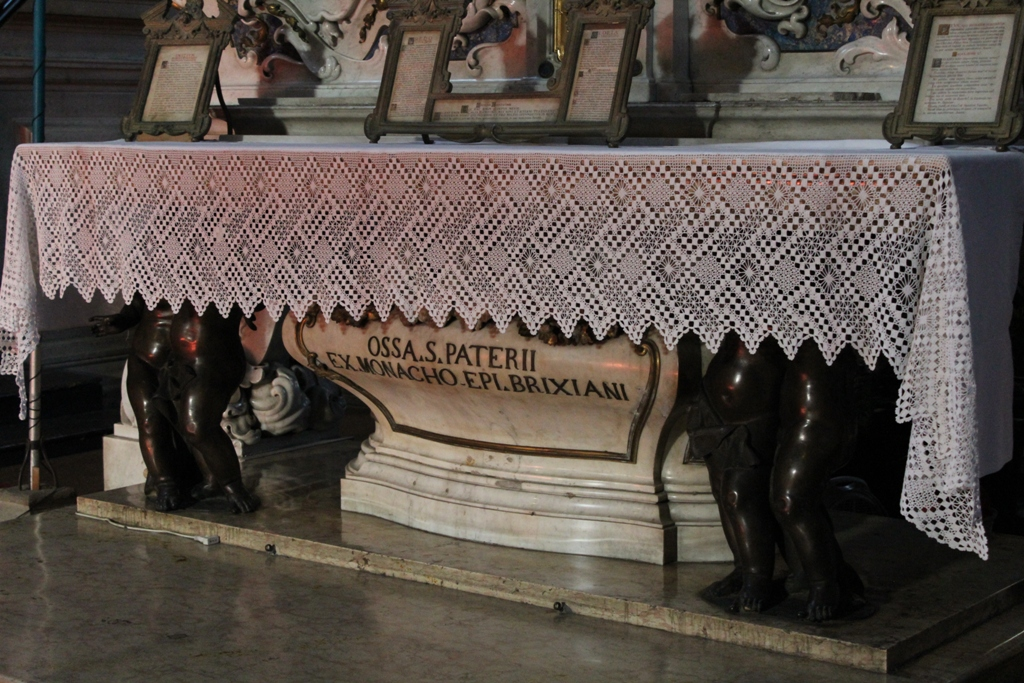
Reliquie di S. Paterio (Antonio Calegari)

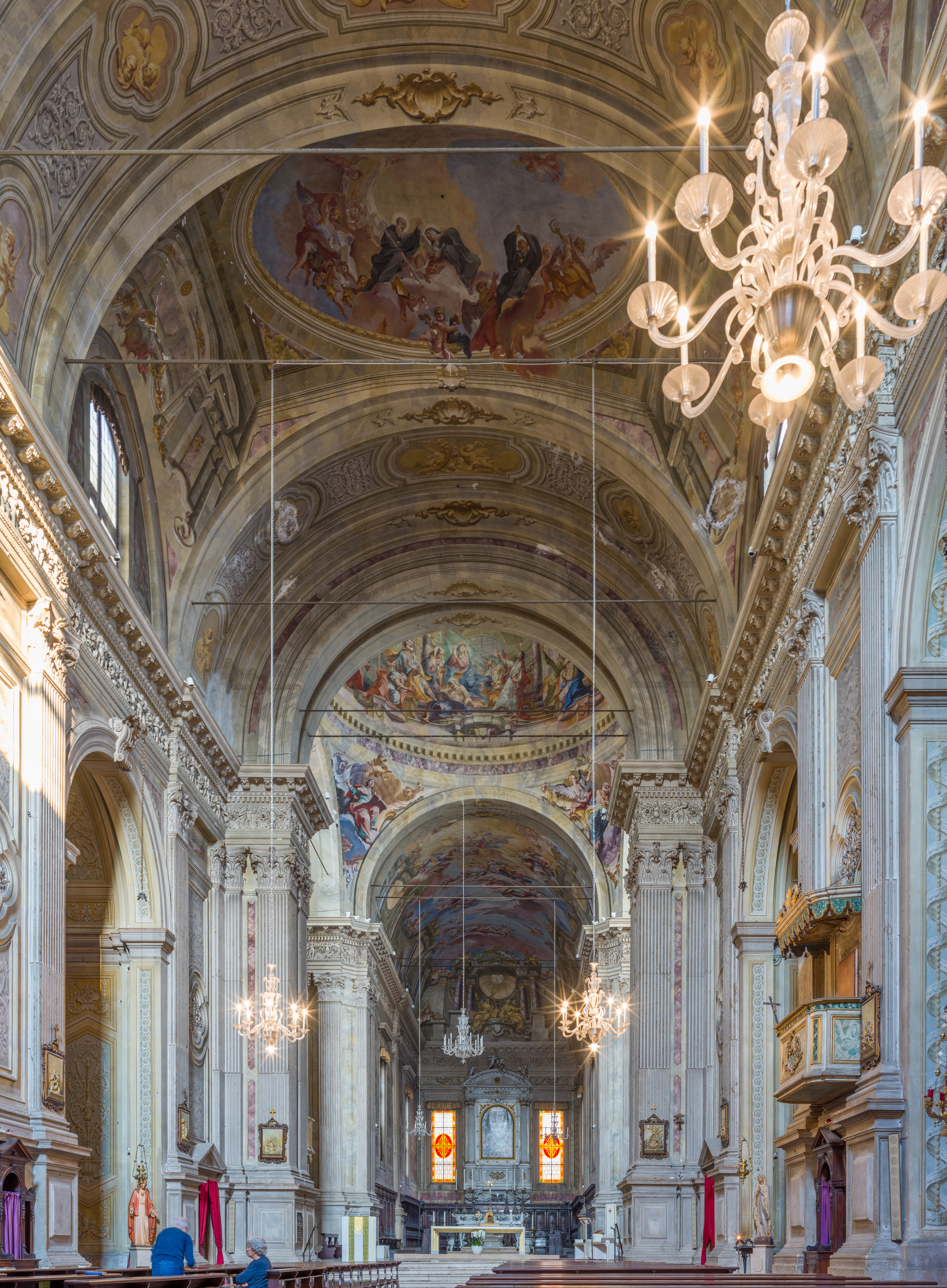
Navata

## Storia
La storia della chiesa di Sant'Afra e del monastero attiguo si dirama da quella della chiesa di Sant'Eufemia della Fonte, collocata a est della città murata. Questa chiesa e il convento annesso, gestiti dai benedettini, erano sempre stati molto esposti agli attacchi esterni e alle invasioni, tanto che in trecento anni circa, dalla fondazione avvenuta nel 1022 e fino all'inizio del Trecento, il complesso era stato occupato e distrutto parzialmente già due volte, aggravandone anche la situazione economica. Nel 1321 l'abate di Sant'Eufemia acquista un fabbricato degli Umiliati a Torrelunga, oggi corrispondente all'area di piazzale Arnaldo, per mantenere un recapito in città, seguendo il comportamento di altri monasteri benedettini della diocesi che avevano sede fuori dalle mura urbane. È una vera mossa fortunata: nel 1438, Filippo Maria Visconti invia a Brescia un esercito al comando di Nicolò Piccinino con l'obiettivo di riconquistare la città, da pochi anni passata sotto il dominio della repubblica di Venezia. L'assedio si rivela fatale per il monastero di Sant'Eufemia, subito occupato e adibito per mesi a quartier generale del condottiero, uscendone praticamente distrutto.
Terminato l'assedio, il monastero si trova in condizioni estremamente precarie, povero e spogliato di ogni bene. Gran parte della comunità si trasferisce pertanto nella struttura acquistata un secolo prima a Torrelunga, che viene ampliata per accogliere il "nuovo" monastero di Sant'Eufemia. L'autorizzazione alla costruzione di un nuovo convento risale al 1444 con bolla di Papa Eugenio IV e i lavori hanno inizio nel 1462. Nel 1479 la chiesa è terminata e le reliquie di san Paterio, antico vescovo della città, vengono trasferite nella loro nuova sede, in una nuova arca collocata nella cripta sotto il presbiterio. Nel Seicento l'edificio viene completamente rinnovato, riportandolo alla quota del piano stradale e modificando quindi tutti gli interni, mentre nel Settecento subisce altri interventi, ad esempio in facciata.
Nel 1797 il monastero viene soppresso, mentre la chiesa resta aperta e officiata. Nel 1859 il complesso diventa sede degli uffici del comando militare nazionale e ancora oggi è sede della caserma Goito, che nel 1889 ingloberà anche la chiesa dei Santi Pietro e Marcellino, poco più a sud. La trasformazione in caserma porta alla perdita degli affreschi con le Storie del Vecchio e del Nuovo testamento che Lattanzio Gambara aveva eseguito nel chiostro nel Cinquecento. La situazione si mantiene invariata da allora.

## Struttura
L'esterno della chiesa è il risultato degli interventi settecenteschi: l'imponente facciata marmorea è suddivisa in due ordini da un'alta trabeazione, entrambi scanditi da lesene innestate su alti basamenti. Il registro inferiore ospita tre ingressi, fra i quali il centrale è di più ampie dimensioni ed è coronato con da una cimasa curvilinea al centro della quale campeggia una lapide dedicatoria. Il registro superiore è raccordato al sottostante tramite volute e ospita un grande finestrone recante uno stemma in sommità. Il prospetto è concluso da un frontone triangolare. L'ingresso sinistro conduce a una piccola cappella, non comunicante con l'interno della chiesa, dedicata al tema della crocifissione di Gesù, con modeste decorazioni alle pareti e un crocifisso sul fondo. L'ingresso destro immette invece in un corridoio che fiancheggia la navata della chiesa, conducendo prima alla cripta e poi alla sagrestia.
L'interno è molto alto, ampio e profondo e si sviluppa su una pianta a navata unica, con tre cappelle per lato decorate da archi incorniciati da lesene di ordine corinzio reggenti una trabezione, sulla quale si imposta la copertura formata da tre volte a vela in sequenza. Il presbiterio, molto lungo, è coperto da una cupola in corrispondenza dell'altare maggiore e da una volta a botte come copertura del coro rettangolare, rialzato rispetto all'aula.

## Opere
I pennacchi con gli Evangelisti di Carlo Innocenzo Carloni

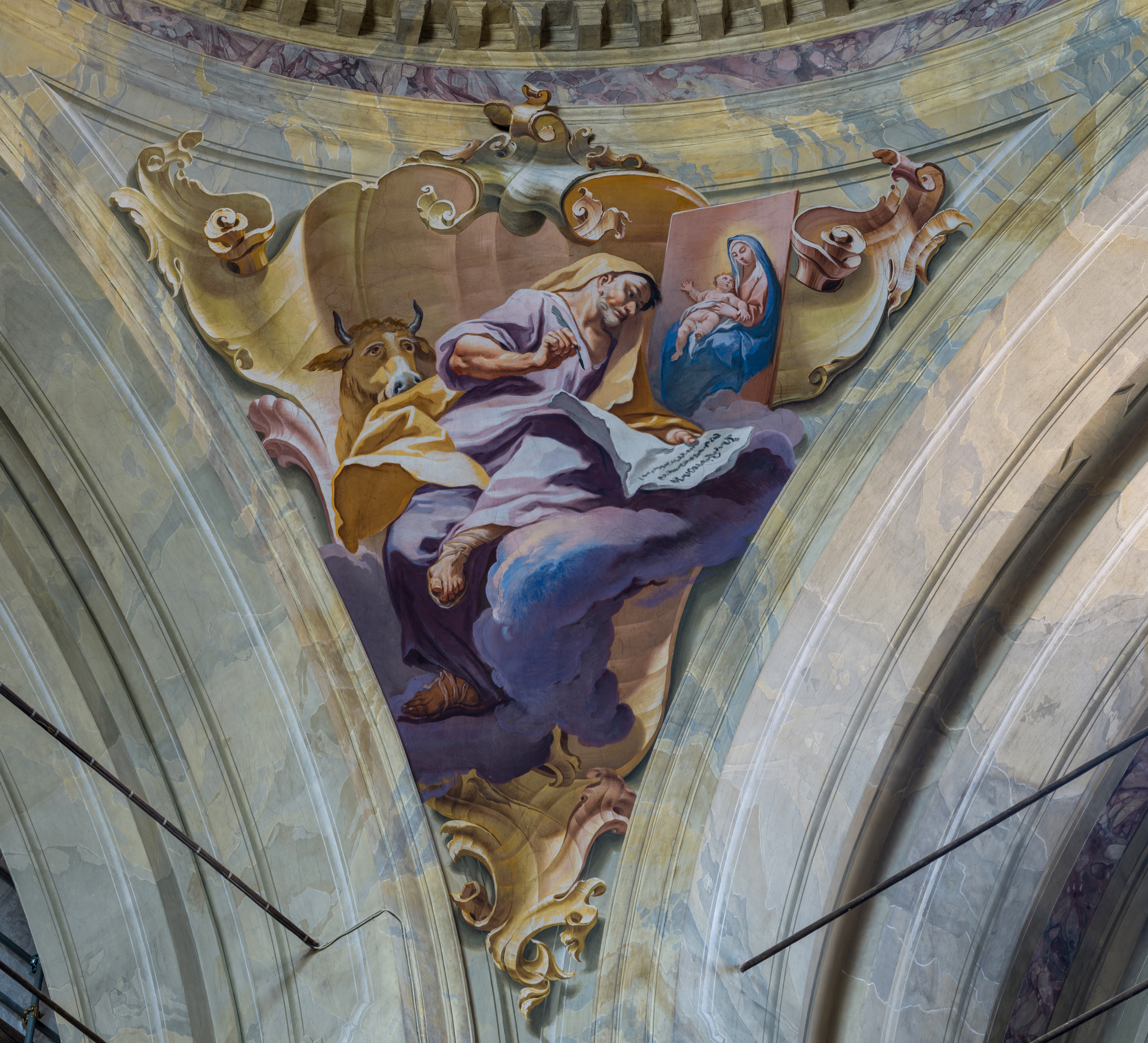
Luca
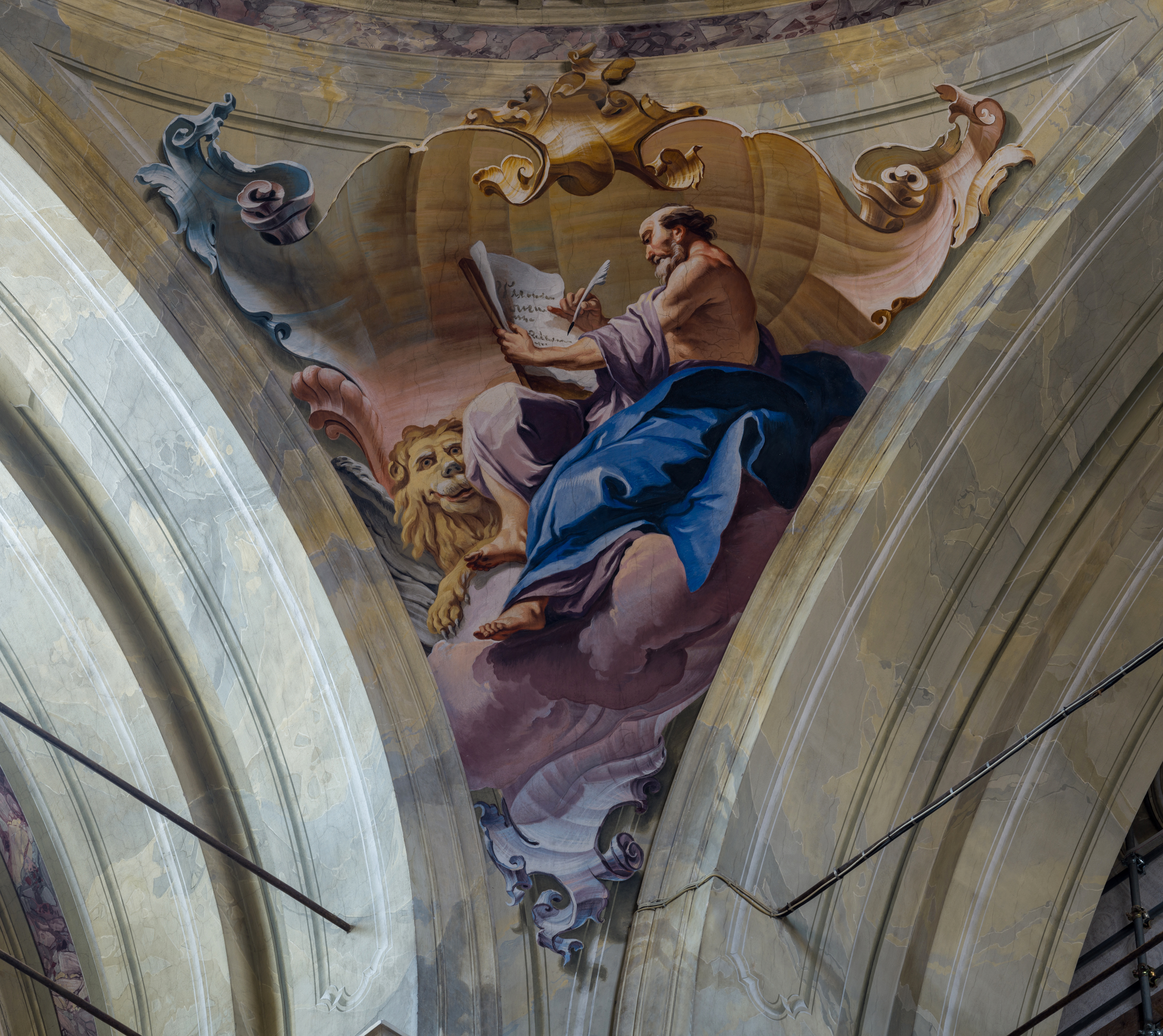
Marco
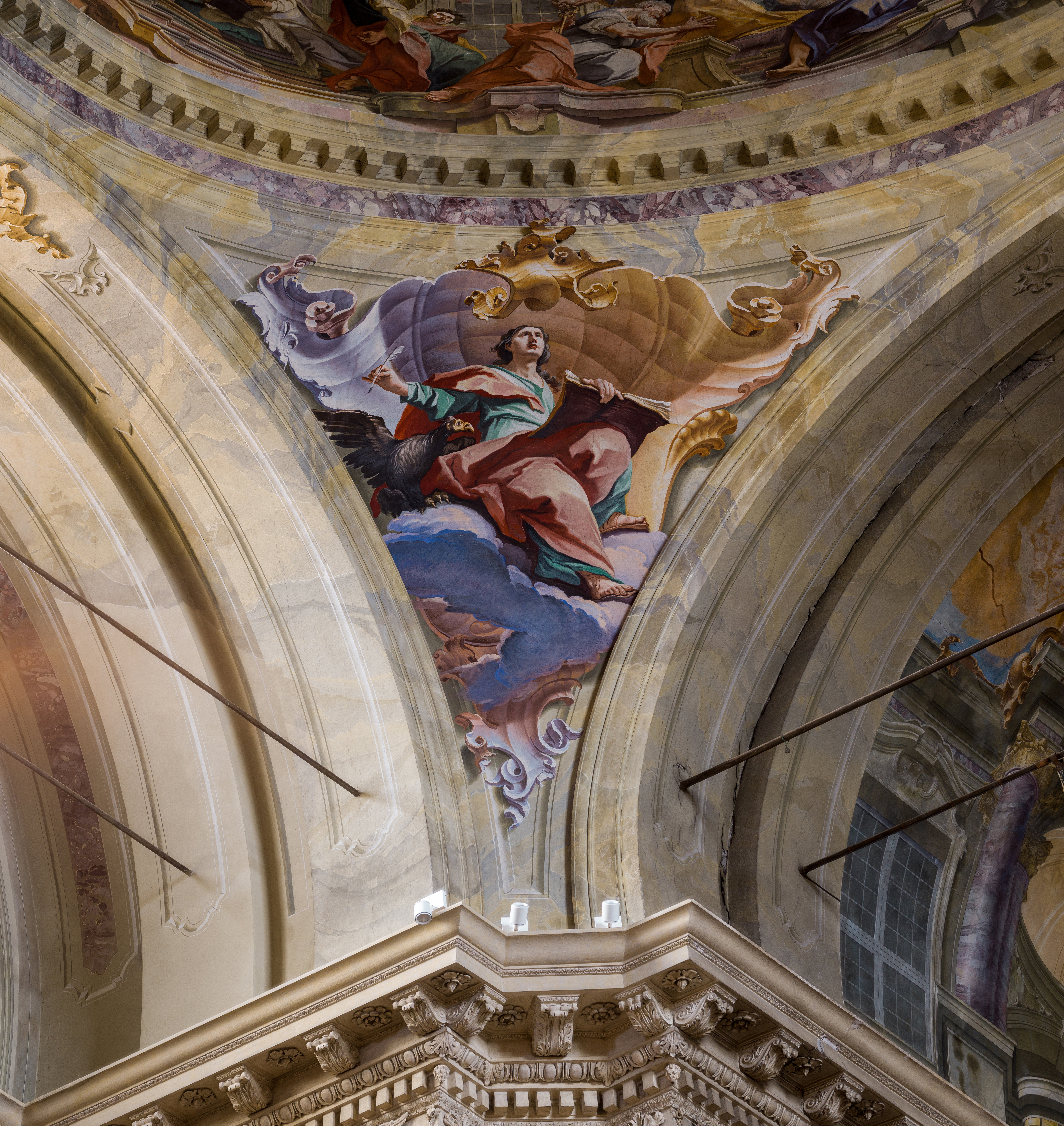
Giovanni
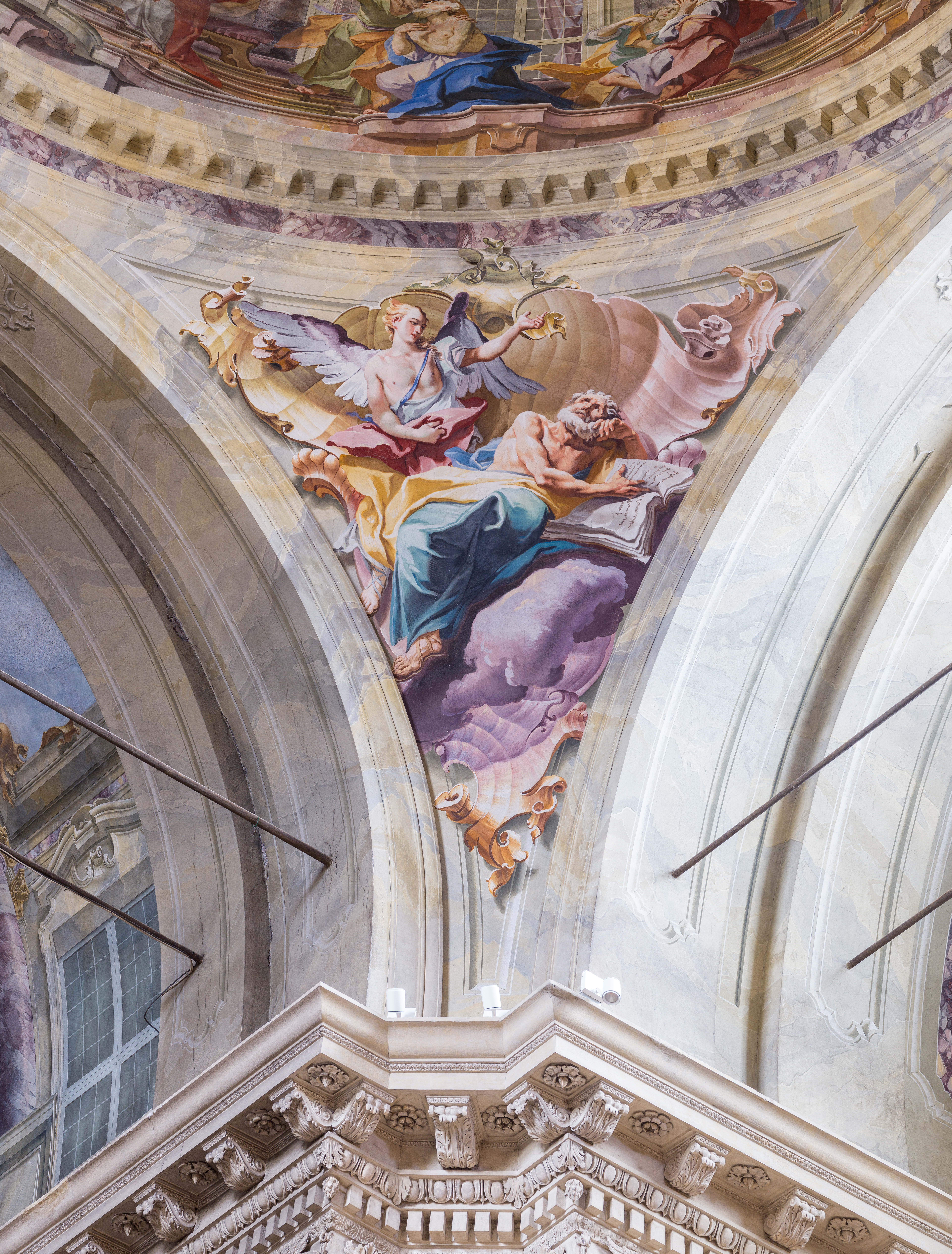
Matteo

Fra le prime importanti opere poste ad ornamento della chiesa dopo la sua fondazione era la Pala di Sant'Eufemia del Moretto, eseguita tra il 1526 e il 1530 e oggi conservata nella pinacoteca Tosio Martinengo. Sul lato destro della controfacciata si trova il piccolo vano del battistero, contenente un pregevole fonte battesimale proveniente dalla chiesa di Sant'Angela Merici, ottagonale e di modeste dimensioni. La prima cappella destra ospita la Consacrazione di san Paterio di Camillo Rama, cui fa seguito la cappella con l'Adorazione dei Magi di Pietro Moro, opera del 1790. L'ultima cappella destro ospita invece un San Mauro che risana gli infermi di Pompeo Ghitti.
Sull'altare maggiore, posto sulla parete di fondo del coro, tra due ampie finestre, si trova la grande pala con le Sante Caterina, Barbara, Agnese, Lucia, Cecilia ed Eufemia di Enea Salmeggia, che sostituì nel 1867 la già citata pala del Moretto. L'altare, che accoglie le reliquie di san Paterio in un'elegante urna, è opera dello scultore Antonio Calegari. La terza cappella sinistra è invece arricchita con i Santi Benedetto e Scolastica di Sante Cattaneo, autore anche della pala successiva in cui è raffigurato Gesù che distribuisce la Comunione. La prima cappella sinistra, la più prossima all'ingresso, ospita infine la pregevole pala con il Martirio di sant'Afra di Paolo Veronese, proveniente dalla chiesa di sant'Angela.
Gli ornati a monocromo e i chiaroscuri che contornano le decorazioni delle volte sono opera di Pietro Ferrari e Antonio Grassi e risalgono al 1776 circa, mentre i tre grandi ovali nelle vele della volta maggiore sono stati realizzati nuovamente da Sante Cattaneo e raffigurano, partendo dall'ingresso, San Paterio che offre i suoi scritti a san Giovanni Battista, l'Incoronazione della Vergine e i Santi Benedetto e Scolastica. Sempre opera del Cattaneo sono i quattro Profeti a monocromo sulle pareti del presbiterio, mentre Antonio Mazza e Carlo Innocenzo Carloni hanno decorato la cupola con la raffigurazione della Discesa dello Spirito Santo su Maria e gli Apostoli, oggi molto deteriorata. Antonio Mazza è l'autore delle quadrature, mentre il Carloni è l'autore delle parti figurate, compresi i quattro Evangelisti a figura intera nei pennacchi, seduti su spesse nubi'.

Gloria di Sant'Eufemia nella volta a botte del presbiterio

Gli stessi due artisti hanno eseguito la decorazione dell'intera volta a botte sul coro con la Gloria di sant'Eufemia e le figure allegoriche della Fede e della Carità. Si tratta di una composizione particolarmente elaborata, tipica dello stile di Carloni: sant'Eufemia sale al cielo al cospetto di Cristo, che reca in mano la croce del martirio, accompagnata da uno stuolo di angeli e sorretta da nubi. Dominano i colori pastello e le sfumature tenui, la luce calda che invade l'atmosfera e le ampie vesti fatte di abbondanti panneggi che indossano tutti i personaggi. Ai lati dell'altare, lungo le pareti, sono dipinti quattro episodi del Martirio di sant'Eufemia dipinti da Camillo Rama. Le ante dell'organo sono invece opera di Jacopo Palma il Giovane, che vi ha raffigurato i Santi Faustino e Giovita.

### La cripta
A destra del presbiterio, scendendo una scala, è possibile accedere alla cripta. Sulla parete della scala d'accesso è posto un tondo con la raffigurazione della Madonna, opera attribuita a Vincenzo Civerchio. La cripta, appartenente alla primitiva chiesa, è divisa in tre piccole navate da tozze colonne con capitelli gotici a foglie grasse. Alle pareti sono appesi alcuni dipinti, provenienti dalla chiesa di sant'Angela Merici e opera di Francesco Giugno, raffiguranti i Santi Faustino e Giovita, il loro Martirio e Sant'Afra.
Sulla parete di fondo si intravede una frammentaria Deposizione realizzata ad affresco e quasi del tutto perduta, mentre sull'altare è posta una Natività del Quattrocento. Nella cripta rimase, fino alla seconda metà dell'Ottocento, l'arca di san Paterio, eseguita nel 1478 circa, da allora esposta nel museo di Santa Giulia.

## Il tesoro della chiesa
Nei locali attigui alla chiesa è custodito un tesoro composto principalmente da arredi e strumenti liturgici, tra i quali spiccano alcuni manufatti quali il reliquiario di sant'Afra in argento dorato, opera del 1591 di argentiere veneziano.